# Piotr Napierała

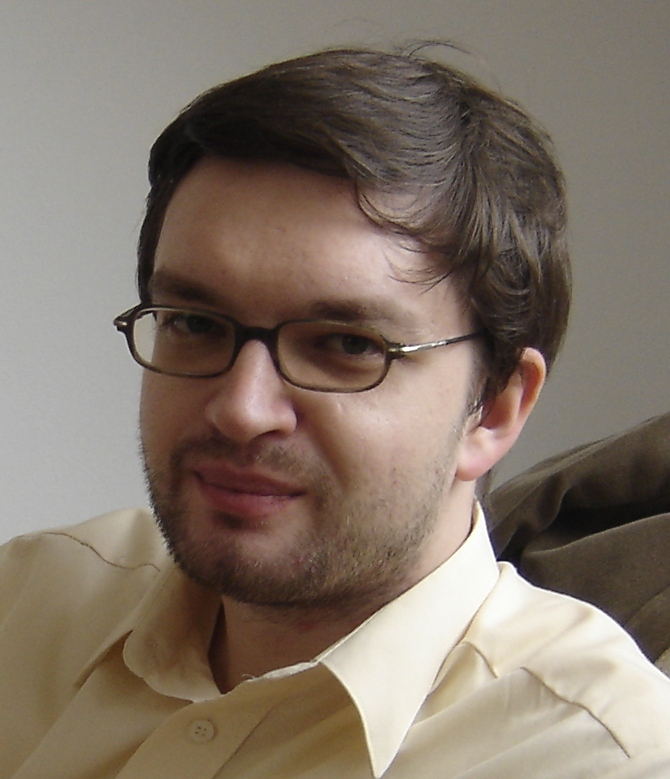
Piotr Napierała (2011)

Piotr Marek Napierała (* 18. Mai 1982 in Poznań) ist ein polnischer Historiker und Experte für die Geschichte des 18. Jahrhunderts. Sein Forschungsbereich ist die Frühe Neuzeit, besonders die politische Kultur der englischen, französischen und deutschen Aufklärung und ihrer Gegner.
Im Jahr 2006 schloss er sein Studium an der Fakultät für Geschichte der Universität ab Adam Mickiewicz in Posen. Im Jahr 2009 erhielt er ein Stipendium des Ministers für Wissenschaft und Hochschulbildung.  Im Jahr 2010 erlangte er an der Fakultät für Geschichte der Adam-Mickiewicz-Universität einen Doktortitel in Geschichte, basierend auf dem Werk „Land der Freiheit“ und „Land der Sklaverei“ – britische und französische Vision der Freiheit – 17.–18. Jahrhundert unter der Aufsicht von Waldemar Łazuga. Von 2013 bis 2020 war er Dozent an der Fakultät für Politikwissenschaft und Journalismus der Adam-Mickiewicz-Universität. In den Jahren 2012 bis 2015 arbeitete er als Assistenzprofessor an der Universität für Handel und Dienstleistungen in Posen. 2016 war er Assistenzprofessor an der Universität für Sicherheit in Posen. 2017 war er erneut mit der Hochschule für Handel und Dienstleistungen in Posen verbunden. In den Jahren 2017/2018 absolvierte er ein Aufbaustudium im Bereich der pädagogischen Vorbereitung an der Fakultät für Finanzen und Bankwesen der WSB-Universität in Posen.
Von 2014 bis 2015 war er Vorstandsmitglied der Polnischen Vereinigung der Rationalisten. Von 2014 bis 2020 Herausgeber des Internetfernsehens Racjonalista.TV.
Er ist der Enkel von Edmund Harwas. Seine Mutter ist die Psychologin Barbara Harwas-Napierała.

## Schriften
- Zamek Kliczkow - Historia i wspolczesnosc / Schloss Kliczkow - Geschichte und Gegenwart. Verlag Integer, 2004. 152 S. ISBN 978-83-920727-0-6
- Sir Robert Walpole (1676–1745) – twórca brytyjskiej potęgi. Wydawnictwo Naukowe UAM, Poznań 2008, ISBN 978-83-232-1898-2.
- Hesja-Darmstadt w XVIII stuleciu. Wielcy władcy małego państwa. Wydawnictwo Naukowe UAM, Poznań 2009, ISBN 978-83-232-2007-7.
- Światowa metropolia. Życie codzienne w osiemnastowiecznym Londynie. Novae Res, Gdynia 2010, ISBN 978-83-61194-43-9.
- „Kraj wolności“ i „kraj niewoli“ – brytyjska i francuska wizja wolności w XVII i XVIII wieku. Wydawnictwo Libron-Filip Lohner, Kraków 2011, ISBN 978-83-62196-11-1.
- Simon van Slingelandt (1664–1736) – ostatnia szansa Holandii, Wydawnictwo Libron-Filip Lohner, Kraków 2012. ISBN 978-83-62196-37-1
- Paryż i Wersal czasów Voltaire'a i Casanovy, Wydawnictwo Libron-Filip Lohner, Kraków 2012 ISBN 978-83-62196-61-6
- Simon van Slingelandt (1664–1736) – last chance of the Dutch Republic, Libron-Filip Lohner, Kraków 2013. ISBN 978-83-62196-89-0
- Chiny i Japonia a Zachód – historia nieporozumień, Libron-Filip Lohner Kraków 2015.
- Żołnierz i filozof. Tadeusz Kościuszko przeciw królom, carom i kościołom, Fundacja Nowe Oświecenie Warszawa 2017.
- USA und Deutschland. Zwischen Liberalismus und Autoritarismus, Libron-Filip Lohner, Krakau 2018. ISBN 978-83-65705-72-3. Das Buch erhielt nach seiner Veröffentlichung eine externe Rezension in einer wissenschaftlichen Zeitschrift
- Donald Trump. Przedsiębiorca i polityk, Heraclon 2019. (audiobook – współautorstwo z Łukasz Tomys)
- Walt Disney. Wizjoner z Hollywood. Tom I. Narodziny legendy (1901–1945), Heraclon 2019. (audiobook)
- Friedrich II. der Große als liberaler Herrscher, Wydawnictwo Naukowe UAM Poznań 2019.
- Enry Ford. Branchenprophet, Kontinuum Verlag 2021 (Hörbuch – gemeinsam mit Magdalena Czyż verfasst)
- Historia Polski bez mitów, wyd. Theatrum illuminatum, 2022
- Mozart und seine Epoche, Kontinuum Verlag, 2023
- Frihetstid oder die politische Kultur Schwedens im 18. Jahrhundert, hrsg. Theatrum illuminatum, 2023.

Zeitschriftenartikel (Auswahl)
- Die polnisch-sächsische Union (1697–1763): Polens letzte Hoffnung – Sachsens Traum von der Macht. In: Polen und Deutschland. Zusammenleben und -wirken. Bogucki Wydawnictwo Naukowe, Poznań 2006, ISBN 83-60247-63-3, S. 60–66.
- Germain Louis Chauvelin i rozbrat pomiędzy Francją a Wielką Brytanią, 1727–1737. In: C. Taracha (red): Szpiegostwo, wywiad, państwo. Wydawnictwo Polihymnia, Lublin 2009, ISBN 978-83-7270-727-7, S. 45–65.